# إبراهيم محمد النملة
إبراهيم محمد النملة كاتب وصحفي وقاص سعودي وُلد في عام 1969، وكتب مقالات أسبوعية بصحيفة الرياض السعودية، وتوفي بمدينة فرانكفورت بألمانيا في 29 يناير 2015 بعد صراع مع المرض.

## مسيرته المهنية
بدأ اهتمام إبراهيم محمد النملة بالأدب وهو في سن مبكرة، ففي أثناء دراسته الثانوية كان يكتب المقالات للعديد من الصحف والمجلات والمواقع الإلكترونية المحلية والعربية من بينها صحيفة الجزيرة، حيث نُشرت مقالاته بشكل دوري في صفحة «استراحة الأسبوع» والتي كان يشرف عليها الكاتب والصحفي السعودي سعيد الصويغ الذي كان له تأثيرا كبيرا في مسيرة محمد إبراهيم النملة مع العمل الصحفي والكتابة.
عمل إبراهيم محمد النملة كصحفي متعاون مع صحيفة الجزيرة لفترة من الوقت، ثم انتقل عمل كصحفي حر مع عدة مجلات وصحف سعودية وعربية أخرى من بينها مجلة الشرق، والمجلة العربية، وصحيفة المدينة، وصحيفة البلاد، وصحيفة الرياض.
أما عن إنتاجه القصصي، فقد صدرت أولى مؤلفات إبراهيم محمد النملة في عام 1995، وهي مجموعة قصصية بعنوان «دمعة الرداء». تميز أسلوب محمد إبراهيم النملة السردي في أعماله الأدبية بالجمع ما بين العبارة الشعرية، والتراكيب الحكائية، وكثيرا ما يستدعي في أعماله القصصية وجوها وملامحا من الماضي لتملأ بعبقها خواء الحاضر.
وفي مجموعته القصصية «سيرة عمر أجهضه الصمت» يقدم الكاتب إبراهيم محمد النملة عددا من القصص القصيرة التي لا تقع في زمان ومكان محددين، ولا على أرض واحدة، وتدور كلها في فلك مشاعر الألم، والاغتراب، والهجرة، والقلق، والجزع، والموت.
وفي روايته «الشيخ» الصادرة عن دار الساقي بلبنان عام 2000 يحكي إبراهيم محمد النملة عن تحولات المجتمع الريفي ومشكلاته ومعاناته مع القحط والجوع والفقر وانقطاع المطر والظروف القاسية التي تدفع بعض أهل القرية لتركها والهجرة إلى المدينة.

## مؤلفاته
ألف إبراهيم محمد النملة العديد من المؤلفات التي تنوعت ما بين الرواية، والمجموعات القصصية، والنصوص الشعرية، وفيما يلي بعضا من أهم أعماله المؤلفة:
- دمعة الرداء (مجموعة قصصية): صدرت عام 1995 عن دار مدارات للنشر والتوزيع بالرياض.

- تفاصيل (مجموعة قصصية): صدرت عام 2000 عن المؤسسة العربية للطباعة والنشر والتوزيع ببيروت.
- الشيخ (رواية): صدرت عام 2000 عن دار الساقي للنشر والتوزيع ببيروت.[2][3]
- سيرة عمر أجهضه الصمت (مجموعة قصصية): صدرت عام 2002 عن دار الساقي للنشر والتوزيع ببيروت.[4]
- عائلة تحمل اسمي (مجموعة قصصية): صدرت عام 2003 عن دار الساقي للنشر والتوزيع ببيروت.[5]
- بكاء عمي (مجموعة قصصية): صدرت عام 2005 عن المؤسسة العربية للدراسات والنشر ببيروت، وتضمنت المجموعة إثنين وعشرين قصة قصيرة حملت عناوينا مثل: «رائحة إفطارنا»، و«حكاية جدتي»، و«بيت واحد»، و«ليس لك مكان هنا»، و«شيء ما»، و«ليتها لم تكن غرفتي»، و«كلمات»، و«قهوتي الصباحية»، و«رائحة الموت»، و«بكاء عمي»، و«حطمتني امرأة»، و«لن يأتي»، و«تنازلات»، و«جدران الصمت»، و«مراحل الموت»، و«اليتيمة»، و«وانتهت كل الحكايات»، و«بأي ذنب قتلت»، و«أظافر له تخدش وجهي»، و«دموع الفجر»، و«جبن أبي»، و«حكاية أمي».[6][7]
- عبث (رسائل روائية): صدرت عام 2006 عن دار الساقي للنشر والتوزيع ببيروت، وبيع من طبعتها الأولى ثلاثة آلاف نسخة نفذت جميعها خلال أشهر من صدور الكتاب، كما نفذت جميع النسخ التي عُرضت بمعرض الرياض الدولي للكتاب خلال اليوم الأول للمعرض عام 2008.[8][9]
- شكوت نفسي (نصوص شعرية): صدرت عام 2008 عن ادار الساقي للنشر والتوزيع ببيروت.[10]
- رغبات المطر (مجموعة قصصية): صدرت عام 2010 عن المؤسسة العربية للدراسات والنشر ببيروت، وتضمنت المجموعة تسعة عشر قصة قصيرة حملت عناوينا مثل: «لا حياة لي معها»، و«الغد البعيد»، و«خطوات الأحلام»، و«ذات حلم»، و«وردة بيضاء»، و«مت.. فلاشيء خلفك..»، و«من سرق وطني؟!!»، و«طفولة»، و«جزء من الحكاية»، و«سواد الأمكنة»، و«نورا».[11][12]
- أحبتني لأجل غيري (مجموعة قصصية): صدرت عام 2012 عن المؤسسة العربية للدراسات والنشر ببيروت، وتضمنت المجموعة عشرة قصص قصيرة حملت عناوينا مثل: «ملاحظة»، و«الصور العشر»، و«رصيف شارع»، و«حكايات عشقي»، و«أي الكلمات تخون؟!»، و«أحلامي.. نقطة آخر السطر»، و«رسالة لم يقرأها غيري!»، و«حين تضيع الخطوة»، و«أحبتني لأجل غيري»، و«حين يأتي الرحيل».[13][14]
- إليكم جميعاً (مجموعة قصصية): صدرت عام 2012 عن المؤسسة العربية للدراسات والنشر ببيروت.[15]
- لا أحد يطرق الباب (مجموعة قصصية): صدرت عام 2014 عن المؤسسة العربية للدراسات والنشر ببيروت.[16]

## التكريمات والجوائز
حظي الكاتب إبراهيم محمد النملة بتكريم العديد من الجهات المحلية والعربية، وحصل على عدد من الجوائزة الأدبية من أهمها:
- جائزة سمو الأمير سلمان بن عبد العزيز للمركز الأول لأفضل قاص سعودي في صفيحة الرياض عام 2001.